# Броун, Игорь
Игорь Броун (род. 1955, Львов) — советский и израильский скульптор, автор городской и парковой скульптуры во многих городах мира.

## Биография
В 1973—1975 годах учился во Львовском институте прикладного искусства (сегодня Львовская национальная академия искусств), в 1975—1980 годах — в Харьковской государственной академии дизайна и искусств, получив 2-й ступень высшего образования (магистр) по специальности скульптор.
После окончания учёбы вернулся во Львов где начал работать по специальности, вступил в Украинский союз художников. В 1990 году выехал в Израиль. С этого времени часто выезжает на пленэры и симпозиумы по всему миру. Живёт и работает в городе Йехуд-Моноссон.
Женат на Людмиле Волошаненко.

## Творчество
Работает с такими материалами, как камень, дерево, метал, лед.
Принимал участие в 15 коллективных выставках в России, Аргентине,Японии и других странах. Персональные выставки экспонировались Украине, Польше, Болгарии, Израиле. Кроме этого принимал участие в 12 национальных и 38 международных симпозиумах скульпторов, во многих роботы скульптора удостаивались премий и призовых мест.
Работы Игоря Броуна располагаются в целом ряде общественных мест, в частности:
1. Израиль. Ришон-Лецион. Центральный бизнес-центр «Из глубины», Доломит, 250х200х200 см, мрамор. 1993
2. Израиль. Петах-Тиква. «Звук камня», Городской парк скульптуры. Доломит, 120х200х130 см, доломит. 2009
3. Армения. Идживан. «Семейный портрет в экстерьере», Городской парк. Туф, 180х210х120 см. 1983
4. Турция. Остров Авша. «Кочевник». Гранит, 240х100х220 см. 1997
5. Португалия. Калдас Де Райна. «Источники». Мрамор. Парк музея Антонио Доарте. 1997. 250х100х100см
6. Колумбия. Баричара. «Две струи». Городской водный парк. 1997. 120х150х60см
7. Италия. Фанано. «Мадонина». Песчаник, Центральная площадь города. 300х100х140 см. 1999
8. Испания. Виго. «Ожидание первенца». Ландшафтный парк. 130х120х 320 см. Гранит. 1999
9. Германия. Оберкюрхен. «Мадонина 2». Центральная площадь города. 280х200х200 см. Песчаник. 2000
10. Австрия. Крастал. «Два узла». Всемирный парк ландшафтной скульптуры. 210х100100 см чёрный мрамор. 2002
11. Южная Корея. Ичун. «Встреча». Международный выставочный парк керамики. 300х220х200 см. Гранит. 2003
12. Словакия. Тополчанки. «Деформация». Парк президентской резиденции. Мрамор. 2004
13. Израиль. Ришон-Лецион. Семь портретов для «Парка президентов». 350х150х160 см. Доломит. 2010

Список персональных выставок
1. The Federal Art Museum, Львов, СССР, 1981.
2. Artists Union House, Краков, Польша, 1983.
3. Artists Unbn Hose, Львов, СССР. 1983.
4. The Gallery of Art Museum, Киев, СССР, 1984.
5. Art Union House, София, Болгария, 1984.
6. «Efrat» Gallery, Тель-Авив, Израиль, 1991.
7. «Hakikar» Gallery, Тель-Авив, Израиль, 1995.
8. «Migdal» Gallery, Тель-Авив, Израиль, 1997.
9. The Federal Art Gallery of Givataym, Израиль, 2003